# أحمر عليقي

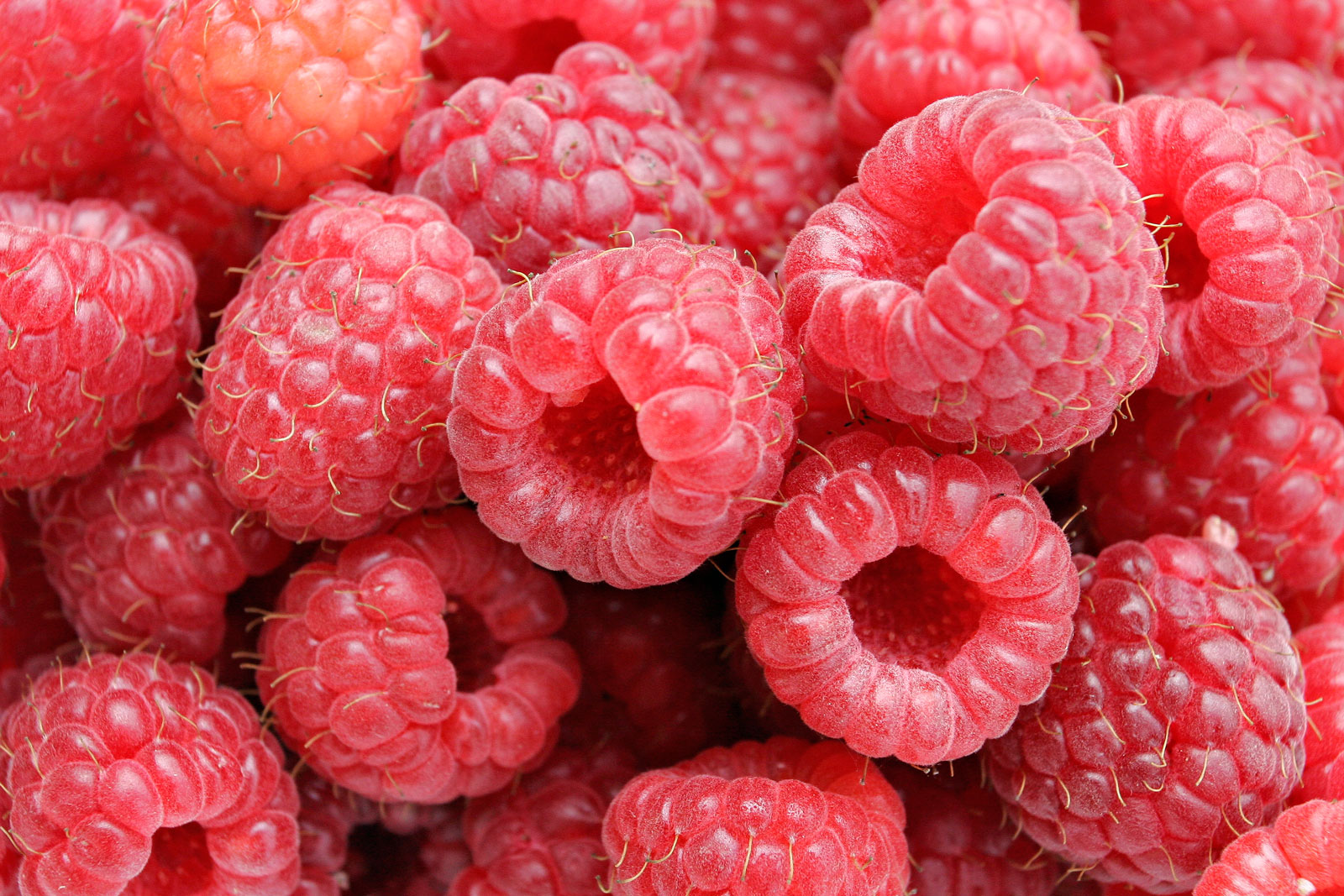
العليق

- اللون العليقي: من الدرجات الفاتحة للون ويميل إلى الأحمر الفاتح ودرجاته تشبه بقدر كبير العليق الأحمر.

الأحمر البندقي
 

اللون الأحمر البندقي (بالإنجليزية: Venetian Red) هو صبغة لونها عبارة عن ظل داكن للسقلاتي تتكون من أكسيد الحديد الثلاثي، وهي خامة حمراء تؤخذ من منطقة مجاورة للبندقية.